# 10. Infanterie-Brigade (Deutsches Kaiserreich)
Die 10. Infanterie-Brigade war ein Großverband der Preußischen Armee.

## Geschichte
Die 10. Infanterie-Brigade wurde am  29. April 1852 in Frankfurt/Oder aufgestellt und war  Teil der 5. Division, die dem III. Armee-Korps in Berlin zugeordnet war. 1868 wurden die Landwehr-Bezirke neu geordnet und im Zuge dieser Maßnahme der Brigade die Landwehr-Einheiten 2. Brandenburgisches Landwehr-Regiment Nr. 12 mit Landwehr-Bataillon Krossen und Landwehr-Bataillon Sorau und 6. Brandenburgisches Landwehr-Regiment Nr. 52 mit Landwehr-Bataillon Lübben und Landwehr-Bataillon Cottbus zugeteilt.

### Standort
1852 bis 1919 Frankfurt an der Oder

### Gliederung
- 1852 bis 1859

12. Infanterie-Regiment, 12. Landwehr-Regiment
- 1860 bis 1864

 1. Posensches Infanterie-Regiment Nr. 18, 6. Brandenburgisches Infanterie-Regiment Nr. 52, 2. Brandenburgisches Landwehr-Regiment Nr. 12
- 1865 bis 1866

2. Brandenburgisches Grenadier-Regiment Nr.12 (Prinz Carl von Preuβen), 1. Posensches Infanterie-Regiment Nr. 18, 2. Brandenburgisches Landwehr-Regiment Nr. 12
- 1867

2. Brandenburgisches Grenadier-Regiment Nr.12 (Prinz Carl von Preuβen), 6. Brandenburgisches Infanterie-Regiment Nr. 52, 2. Brandenburgisches Landwehr-Regiment Nr. 12
- 1868 bis 1888

Wie vor, zusätzlich 6. Brandenburgisches Landwehr-Regiment Nr. 52
- 1889 bis 1914

Grenadier-Regiment „Prinz Carl von Preußen“ (2. Brandenburgisches) Nr. 12, Infanterie-Regiment von Alvensleben (6. Brandenburgisches) Nr. 52
- Kriegsgliederung bei Mobilmachung 1914

Wie vor, zusätzlich Brandenburgisches Jäger-Bataillon Nr. 3
- Kriegsgliederung am 24. Mai 1918

Leib-Grenadier-Regiment „König Friedrich Wilhelm III.“ (1. Brandenburgisches) Nr. 8,
Grenadier-Regiment Nr. 12, Infanterie-Regiment Nr. 52, MG-Scharfschützen-Abteilung

### Deutsch-Dänischer Krieg 1864
Im Deutsch-Dänischen Krieg war die Brigade im Verband der 6. Division an den Kämpfen beteiligt, so auch an der Erstürmung der Düppeler Schanzen
Bei diesen Kampfhandlungen erlitt der Brigadekommandeur Eduard von Raven schwerste Verletzungen. Nach einer Beinamputation starb er am 27. April 1864 an einer Lungenembolie.

### Deutscher Krieg 1866
Im Krieg Preußens gegen das Kaisertum Österreich nahm die Brigade im Verband der 6. Division an den Schlachten bei Münchengrätz und Königgrätz sowie am 22. Juni 1866 am Gefecht bei Blumenau teil.

### Deutsch-Französischer Krieg 1870/1871
Im Deutsch-Französischen Krieg war die Brigade im Verband der 6. Division Mitte August 1970 im Vormarsch auf Toul und später an den Kämpfen bei Beaumont, Sedan sowie Soissons sowie an der Einschließung und Belagerung von Paris beteiligt.

### Erster Weltkrieg
Mit der Mobilmachung im August 1914 musste die Brigade das Brigade Ersatz Bataillon 11 aufstellen und kam im Verband der 6. Division  und später mit der 52. Infanterie-Division ausschließlich an der Westfront zum Einsatz.
Zu den Kampfhandlungen, Gefechten und Schlachten siehe Kampfgeschehen der 6. Division und 52. Infanterie-Division.

### Brigadekommandeure
| Name                                   | Datum                                                    |
| -------------------------------------- | -------------------------------------------------------- |
| Friedrich Wilhelm von Hobe             | 4. Mai 1852 bis 9. Mai 1855                              |
| Louis von Roedern                      | 10. Mai 1855 bis 13. Mai 1857                            |
| Stephan Friedrich Wilhelm von Schmidt  | 14. Mai 1857 bis 21. Juni 1861                           |
| Alexander von Borck                    | 22. Juni 1861 bis 6. März 1863                           |
| Louis von Löwenfeld                    | 7. März 1863 bis 11. August 1863                         |
| Eduard von Raven                       | 12. August 1863 bis 20. April 1864                       |
| Wilhelm von Kamienski                  | 21. April 1864 bis 29. Oktober 1866                      |
| Friedrich von Borcke                   | 30. Oktober 1866 bis 21. März 1868                       |
| Kurt von Schwerin                      | 22. März 1868 bis 17. August 1871                        |
| Georg Otto von Wulffen                 | 18. August 1871 bis 12. März 1875                        |
| Otto von Papstein                      | 13. März 1875 bis 12. April 1878                         |
| Ernst von Legat                        | 13. April 1878 bis 19. März 1883                         |
| Alfred von Keßler                      | 20. März 1883 bis 14. Mai 1886                           |
| Wilhelm von Tschischwitz               | 15. Mai 1886 bis 3. August 1888                          |
| Rudolf von Oettinger                   | 4. August 1888 bis 31. März 1890                         |
| Otto von der Schulenburg               | 1. April 1890 bis 10. Juni 1890                          |
| Ludwig von Hammerstein-Loxten          | 11. Juni 1890 bis 14. Juli 1893                          |
| Adolf Bock von Wülfingen               | 15. Juli 1893 bis 12. Mai 1895                           |
| Franz Xaver von Garnier                | 13. Mai 1895 bis 19. Mai 1897                            |
| Franz von Porembsky                    | 20. Mai 1897 bis 2. Juli 1899                            |
| Benno von Platen                       | 3. Juli 1899 bis 21. Juli 1900                           |
| Egon von Schulz                        | 22. Juli 1900 bis 23. April 1905                         |
| Oskar von Rohrscheidt                  | 24. April 1905 bis 21. April 1906                        |
| Kurt von Seydlitz-Kurtzbach            | 22. April 1905 bis 31. Juli 1907                         |
| Erich Tülff von Tschepe und Weidenbach | 1. August 1907 bis 17. Oktober 1910                      |
| Bodo Borries von Ditfurth              | 18. Oktober 1910 bis 21. März 1913                       |
| Reinhard von Dalwigk zu Lichtenfels    | 22. März 1913 bis 21. März 1914                          |
| Guido Sonntag                          | 22. März 1914 bis 24. Januar 1915                        |
| Johannes von Dassel                    | 25. Januar 1915 bis 20. Juli 1915                        |
| Oskar von Preußen                      | 21. Juli 1915 bis 7. November 1915                       |
| Richard Schmundt                       | 8. November 1915 bis 9. September 1917                   |
| Eduard von Jena                        | 10. September 1917 bis Kriegsende                        |
| Max Hoffmann                           | 10. Januar 1919 bis 30. September 1919 (Demobilisierung) |